# 堀元
堀 元（ほり もとし、1945年〈昭和20年〉4月28日 - ）は、日本の政治家。勲等は旭日小綬章。愛知県江南市議会議員（4期）。江南市議会議長（2期）、江南市長（3期）などを歴任した。

## 来歴
1945年（昭和20年）4月28日、愛知県江南市生まれ。1964年（昭和39年）3月、愛知県立尾北高等学校卒業。1995年（平成7年）の江南市議会議員選挙で初当選。1999年（平成11年）4月、江南市議会議員選挙で再選。
2003年（平成15年）、大池良平の不出馬に伴い20年ぶりの選挙戦となった江南市長選挙に出馬。民主党・保守新党の推薦を受けたほか、大池が連日応援演説を繰り返し、最後まで全面支援した。堀は新人4人の中で最も遅い3月中旬に市議から転身を表明。陣営は出遅れと地元の市北部以外での知名度不足を心配したが、告示前から毎朝名鉄犬山線の江南駅前に立って熱心に顔を売った。政策では、30人学級の導入など教育改革や地元業者重視の公共事業発注など、大池市政を継承した上での改革を提示したほか、市議2期8年の経験を訴え他候補との差別化を図った。4月27日の投開票の結果、他の3人の無所属新人候補を破り、初当選。
※当日有権者数：人 最終投票率：63.39%（前回比：-16.08pts）
| 候補者名 | 年齢 | 所属党派 | 新旧別 | 得票数   | 得票率 | 推薦・支持               |
| -------- | ---- | -------- | ------ | -------- | ------ | ------------------------ |
| 堀元     | 58   | 無所属   | 新     | 17,277票 | %      | （推薦）民主党・保守新党 |
| 安田力   | 46   | 無所属   | 新     | 11,904票 | %      |                          |
| 大塚祥敬 | 56   | 無所属   | 新     | 11,873票 | %      |                          |
| 能美節子 | 50   | 無所属   | 新     | 6,227票  | %      |                          |

2007年（平成19年）の市長選では元市議など対立候補2人を破り再選。
※当日有権者数：人 最終投票率：60.19%（前回比：-3.2pts）
| 候補者名 | 年齢 | 所属党派 | 新旧別 | 得票数   | 得票率 | 推薦・支持                 |
| -------- | ---- | -------- | ------ | -------- | ------ | -------------------------- |
| 堀元     | 61   | 無所属   | 新     | 24,156票 | %      | （推薦）自由民主党・民主党 |
| 江口雅明 | 48   | 無所属   | 新     | 20,300票 | %      |                            |
| 加藤孔一 | 60   | 無所属   | 新     | 1,703票  | %      |                            |

2011年（平成23年）の市長選で三選。
※当日有権者数：人 最終投票率：52.36%（前回比：-7.83pts）
| 候補者名 | 年齢 | 所属党派 | 新旧別 | 得票数   | 得票率 | 推薦・支持 |
| -------- | ---- | -------- | ------ | -------- | ------ | ---------- |
| 堀元     | 65   | 無所属   | 新     | 26,213票 | %      |            |
| 山本悦雄 | 62   | 無所属   | 新     | 14,335票 | %      |            |

2015年（平成27年）4月26日に行われた市長選に4期目を目指して出馬したが、前市議の沢田和延に敗れ、市長を退任した。
※当日有権者数：79,728人 最終投票率：53.64%（前回比：+1.28pts）
| 候補者名 | 年齢 | 所属党派 | 新旧別 | 得票数   | 得票率 | 推薦・支持         |
| -------- | ---- | -------- | ------ | -------- | ------ | ------------------ |
| 沢田和延 | 60   | 無所属   | 新     | 24,962票 | 59.30% |                    |
| 堀元     | 69   | 無所属   | 現     | 17,131票 | 40.70% | （推薦）自由民主党 |

市長退任後の2016年（平成28年）11月3日、地方自治功労により旭日小綬章を受賞。
2019年（平成31年）4月22日に行われた江南市議選に出馬、当選し、再度市議となった。このように一度首長を退任した者がその後に地方議会議員の職に就く例は全国的にも珍しく、2023年現在、堀の他に桜井勝延（福島県南相馬市長→南相馬市議会議員）、佐藤征治郎（埼玉県岩槻市長→さいたま市議会議員）、宮越馨（新潟県上越市長→上越市議会議員）、天野市栄（新潟県阿賀野市長→阿賀野市議会議員）、竹原信一（鹿児島県阿久根市長→阿久根市議会議員）などの例がある。大藪豊数と「無所属クラブ」を結成し、代表に就任。

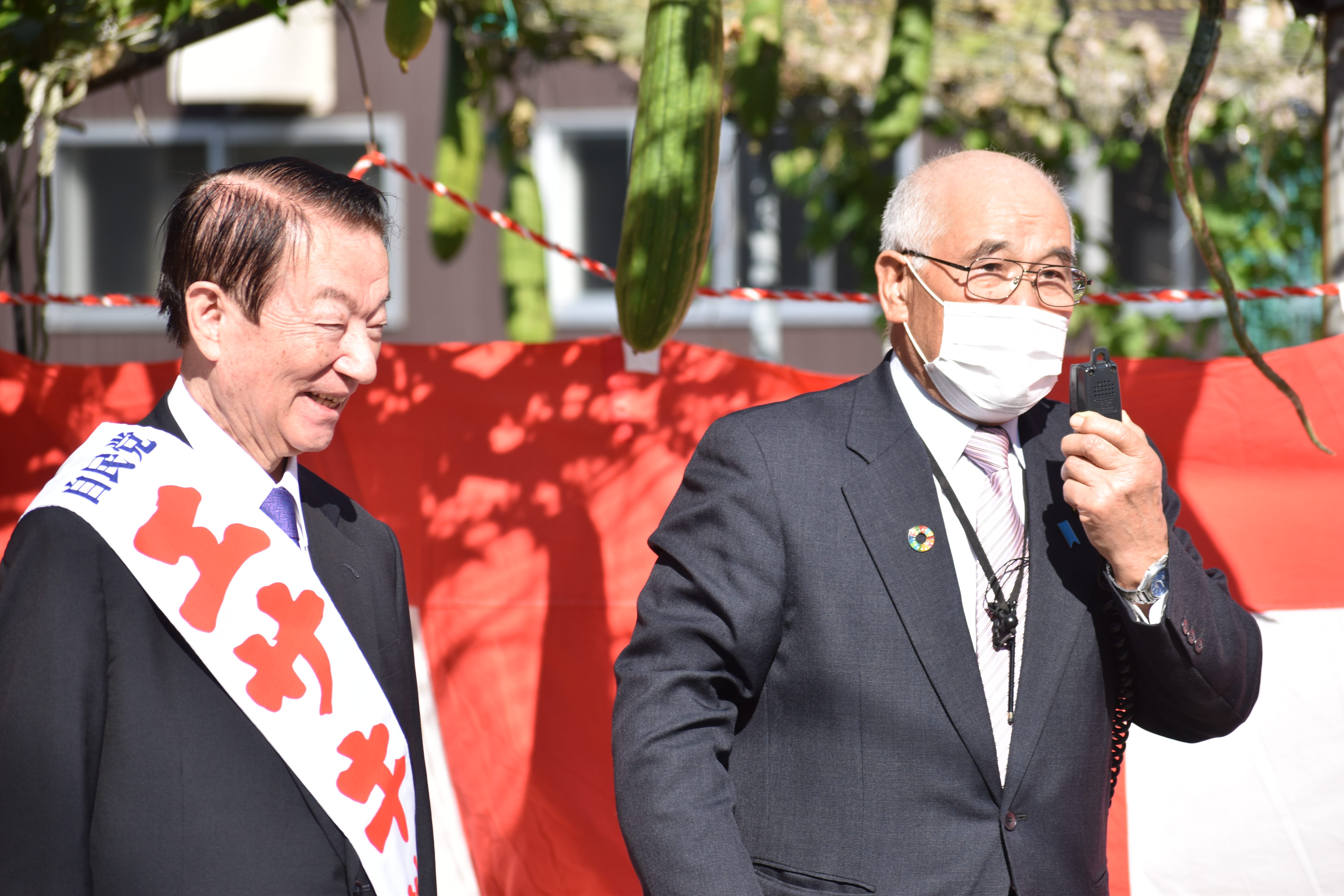
2021年10月23日、衆議院議員江崎鐵磨（左）と（江南市小杁町にて）

2021年（令和3年）5月13日、江南市議会議長に選出された。議長就任に合わせて自身が代表を務める会派「無所属クラブ」を「江南藤クラブ」に改名した。

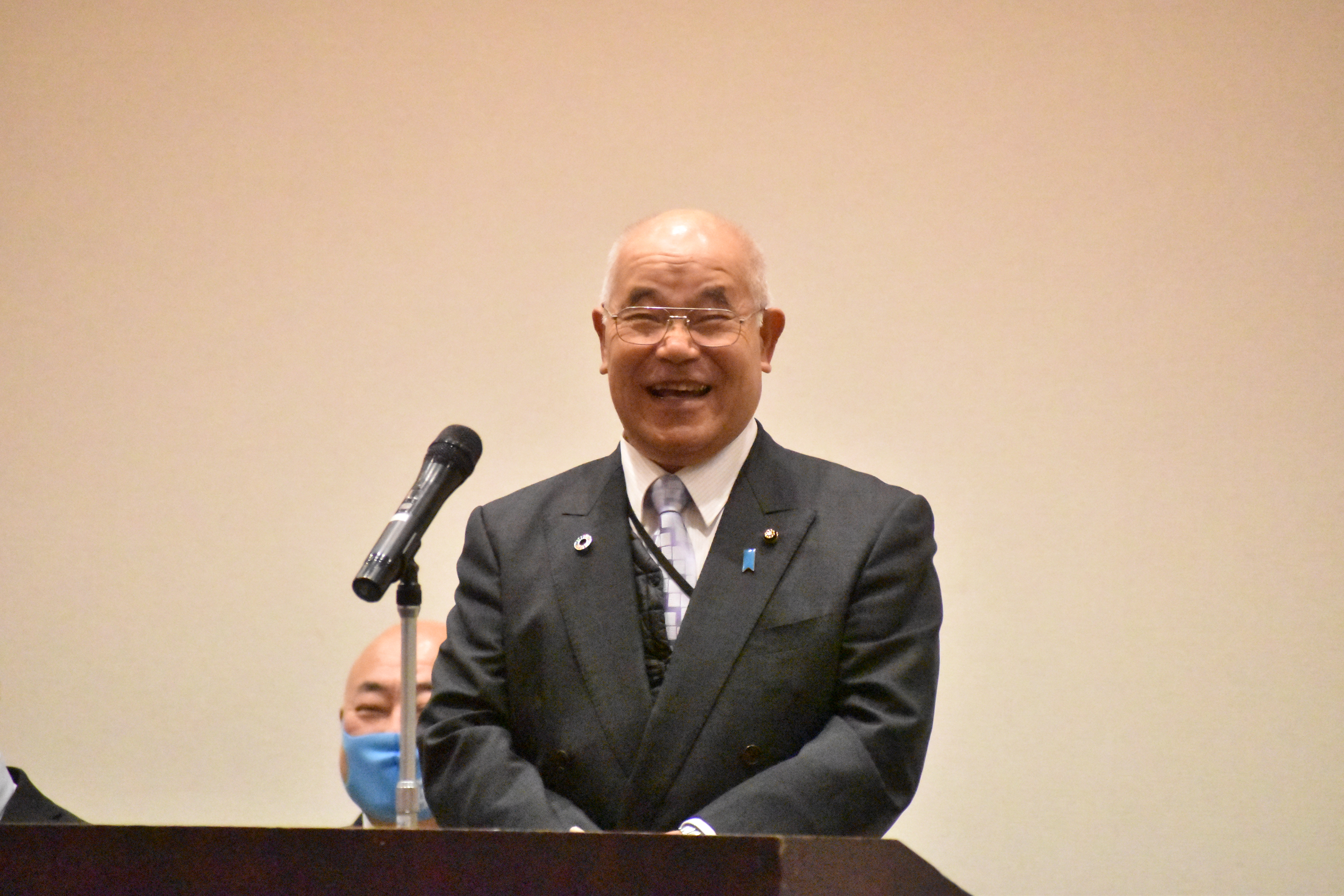
2023年1月3日、互例会で壇上に上がる堀（すいとぴあ江南にて）

2022年（令和4年）5月12日、江南市議会議長に再任された。議長を選ぶ際は投票になり、堀と宮地友治（江南クラブ）がそれぞれ10票と同数だったため、地方自治法に基づいてくじ引きで決めた。
12月15日、任期半ばで議長の辞職願を提出した。かねてから堀ら現市政に批判的な複数の会派と、沢田和延を支持する会派は勢力が拮抗し、激しい綱引きが続いていた。発端は市議による市職員へのパワハラ疑惑。堀は調査委員会を設置しない沢田に対し再考を求める意見書を議長名で提出。議会は対応を検討中だったため、対立する江南クラブは「議長権限の乱用で議会軽視だ」と同日、堀の不信任決議案を議会事務局に持ち込んだ。この動きを察知した堀は機先を制する形で辞職願を届け出た。結果、不信任決議案は取り下げられたが、堀は「とても議長は務められない」と現市政に対する抗議の辞任を強調した。堀の後任には、対立する江南クラブの宮地友治が就任した。
2023年（令和5年）4月23日投開票の江南市議会議員選挙で4選を果たすも、市長選で支援した宮田達男は落選した。

## 選挙歴
| 当落 | 選挙               | 執行日        | 年齢 | 選挙区 | 政党   | 得票数    | 得票率 | 定数 | 得票順位 /候補者数 | 政党内比例順位 /政党当選者数 |
| ---- | ------------------ | ------------- | ---- | ------ | ------ | --------- | ------ | ---- | ------------------ | ---------------------------- |
| 当   | 江南市議会議員選挙 | 1995年        | 49   | ――     | 無所属 | 票票      |        | 1    | /                  | /                            |
| 当   | 江南市議会議員選挙 | 1999年4月25日 | 53   | ――     | 無所属 | 1570票    |        | 28   | 14/35              | /                            |
| 当   | 江南市長選挙       | 2003年4月27日 | 58   | ――     | 無所属 | 1万7277票 |        | 1    | 1/4                | /                            |
| 当   | 江南市長選挙       | 2007年4月22日 | 61   | ――     | 無所属 | 2万4156票 |        | 1    | 1/3                | /                            |
| 当   | 江南市長選挙       | 2011年4月24日 | 65   | ――     | 無所属 | 2万6213票 |        | 1    | 1/2                | /                            |
| 落   | 江南市長選挙       | 2015年4月26日 | 69   | ――     | 無所属 | 1万7131票 | 40.70  | 1    | 2/2                | /                            |
| 当   | 江南市議会議員選挙 | 2019年4月22日 | 73   | ――     | 無所属 | 1717票    |        | 22   | 4/28               | /                            |
| 当   | 江南市議会議員選挙 | 2023年4月23日 | 77   | ――     | 無所属 | 1238票    |        | 20   | 15/29              | /                            |

## 栄典

### 勲章
- 2016年 -  旭日小綬章[8]

## 役職

### 市議時代（2019年 - ）
- 江南市議会議長（2021年5月13日 - 2022年12月15日）

### 市長時代（2003年 - 2015年）
- 江南丹羽環境管理組合管理者[14]
- 江南市青少年問題協議会会長[1]
- 江南市体育協会会長[1]

### 市議時代（1995年 - 2003年）
- 江南市議会副議長[1]
- 江南市体育協会副会長[1]

## 略歴
- 1964年3月 - 愛知県立尾北高等学校卒業[1]。
- 1995年4月 - 江南市議会議員選挙に出馬し初当選[1]。
- 1999年4月 - 江南市議会議員選挙で再選。
- 2003年4月 - 江南市長選挙に出馬し初当選。
- 2007年4月 - 江南市長選挙で再選。
- 2011年4月 - 江南市長選挙で三選。
- 2015年4月 - 江南市長選挙で落選。
- 2016年11月 - 旭日小綬章受賞。
- 2019年4月 - 江南市議会議員選挙で三選。
- 2021年5月 - 江南市議会議長に就任。
- 2022年5月 - 江南市議会議長に再任。
- 2022年12月 - 任期途中で江南市議会議長を辞任。
- 2023年4月 - 江南市議会議員選挙で四選。